# František Malkovský
František Malkovský (Bystřice, 6 dicembre 1897 – Karlovy Vary, 8 giugno 1930) è stato un aviatore e militare cecoslovacco, pilota acrobatico primatista mondiale della categoria nel 1929.

## Biografia
František Malkovský nasce a Bystřice il 6 dicembre 1897, dove su padre prestava servizio come sergente della gendarmeria. Per compiere gli studi secondari si trasferisce a Praga, dove entra nella facoltà di meccanica del Politecnico.
Proprio nel momento in cui doveva diplomarsi, inizia la prima guerra mondiale. Malkovský si diploma l'8 luglio 1915, e si arruola immediatamente nell'esercito austro-ungarico. Viene inviato sul fronte russo dove partecipa a diverse battaglie. All'inizio del 1917 rimane ferito a Brodce e viene ricoverato nell'ospedale di Benešov. Dopo la dimissione è  trasferito sul fronte italiano e successivamente in Albania, dove serve come comandante di una sezione d'assalto, rimanendovi fino alla fine della guerra, nel novembre 1918. Al termine del conflitto la Repubblica Cecoslovacca si dichiara indipendente e Malkovský, tornato a casa verso la fine del 1918,  riprende a studiare ingegneria al Politecnico di Praga.
Il 6 dicembre 1918 si arruola nel neocostituito esercito cecoslovacco. Il 1º novembre 1919 viene promosso tenente. Il 2 luglio  1920 entra a far parte del Reggimento d'Aviazione di Olomouc dove frequenta, a partire dal 1921, il corso per osservatori, seguito nel 1922 da quello per pilota di velivoli biposto. Il 9 giugno 1922 compie il suo primo volo da solista. Il 31 dicembre dello stesso anno si laurea in ingegneria. Come pilota Malkovský si distingue e diventa istruttore di volo presso l'aeroporto di Cheb. Durante il servizio a Cheb addestra un giovane pilota, František Novák, che più tardi ne emulerà le gesta come pilota acrobatico. Il 1º giugno 1923 viene promosso capitano.  Nel 1925 segue un corso per un pilota di caccia, ed è uno dei membri dell'equipaggio del velivolo del generale Čečka, suo amico personale, che si reca in visita ufficiale in Polonia. All'inizio del 1927 completa il corso per l'addestramento al volo notturno e viene trasferito sull'aeroporto Kbely di Praga.
Il 30 marzo 1927 stabilisce il record nazionale di looping consecutivi, effettuandone 167, migliorato il 1º aprile dello stesso anno con 218.
Il 18 agosto 1927 Malkovský partecipa ad una manifestazione di acrobazia aerea a Zurigo, dove desta l'attenzione di tutti i presenti per il suo perfetto controllo dell'Avia BH-22, piazzandosi al settimo posto. Il 23 ottobre, dopo essere stato promosso primo arbitro internazionale cecoslovacco, dirige la sfida tra gli aviatori acrobatici Gerhard Fieseler e Marcel Doret.
Nel 1928 il governo cecoslovacco gli chiede di effettuare un tour dimostrativo in Svizzera con un velivolo Avia BH-11.  Nel mese di aprile Malkovský effettua un ciclo di esibizioni che comprendono Zurigo, Thun, Basilea, Berna, Losanna e Neuchâtel.
Tali esibizioni incontrano un grande entusiasmo tra il pubblico, il suo aereo è definito dalla stampa svizzera, per la grande maneggevolezza dimostrata, un gioiello dell'aria (Bijou de l'air). Il pilota cecoslovacco diviene un'autentica celebrità sia in patria che all'estero. Le sue esibizioni acrobatiche procurano un ordine per l'acquisto del caccia Avia BH-21 da parte della Svizzera. In quell'anno diviene anche campione nazionale di acrobazia aerea dell'esercito, e viene insignito dell'ordine della Polonia Restituita.
All'inizio del 1929 rimane ferito durante gli allenamenti in vista di una manifestazione aerea in Romania. Una volta ristabilitosi si esibisce, con il nuovo caccia Avia BH-33, a Vincennes, in Francia. Durante questa gara eliminatoria effettua, grazie al nuovo motore installato sull'aereo, inedite acrobazie aeree. Durante la manifestazione un certo numero di esperti francesi ed inglesi ivi presenti , dopo aver assistito alle sue acrobazie, gli attribuiscono il titolo di Re dell'Aria. Dopo l'esibizione in Francia i team acrobatici si trasferiscono in Jugoslavia, campo neutro in cui i piloti dovevano conquistare il titolo di campione europeo di acrobazia aerea, allora detenuto dal francese Marcel Doret. Al termine delle esibizioni Malkovský viene unanimemente proclamato nuovo campione europeo di acrobazia aerea. In questa occasione usa uno speciale velivolo acrobatico, designato Avia BH-21-96, che gli consente di superare Doret e Gerhard Fieseler. L'aereo è completamente dipinto di rosso, con sul fianco il Leone bianco della Boemia, ed il pilota riceve il soprannome di Diavolo Rosso (Red Devil).
Il 1930 è l'ultimo anno di carriera di František Malkovský. In primavera prende parte a un raduno aeronautico a Brno, dove effettua un'impeccabile esibizione aerea. L'8 giugno prende parte ad un raduno aeronautico a Karlovy Vary. Dopo aver effettuato gran parte del programma acrobatico Malkovský, era al culmine di quello che il pubblico aveva avuto l'opportunità di vedere. Quando fu ora di effettuare l'atterraggio il Diavolo Rosso incappò in uno strato di aria rarefatta. Malkovský cercò di recuperare quota ma era troppo basso, e gli fu impossibile livellare il velivolo. L'Avia BH-21-96 precipitò verticalmente nel terreno a 500 metri dall'aeroporto, di fronte a circa 30.000 spettatori. Il suo funerale si tenne l'11 giugno 1930, e vide la presenza di gran numero di civili, militari, e politici, come il ministro della Difesa nazionale dottor Viškovský, l'Ispettore Generale delle Forze Armate, generale Podhajský. A rappresentare il Presidente della Repubblica vi fu il Colonnello Seid

### Riviste e giornali
- Letec, časopis MLL, 1930
- Letectví a kosmonautika 1980
- Lidové noviny, 11. 6 1930, s. 1
- Lidové noviny, 11. 6 1930, s. 4
- Lidové noviny,  9. 6 1930, s. 1